# تردد الصوت

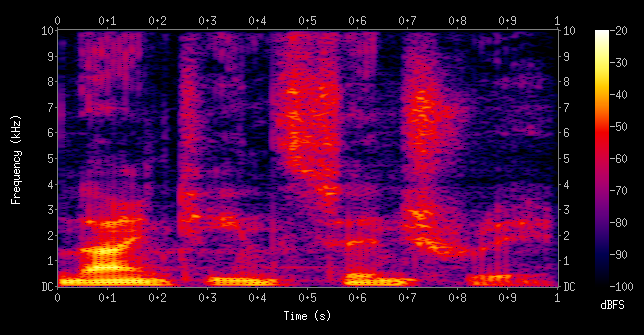
مخطط طيفي تم إنتاجه رقميًا لصوت ذكر يقول "القرن التاسع عشر"

التردد الصوتي (VF) أو تردد الصوت هو واحد من الترددات خلال جزء من مدى الصوت، يستخدم لنقل الكلام.
أثناء التهاتف، يتراوح مدى التردد الصوتي المستخدم تقريبا من 300 هرتز إلى 3400 هرتز. وهذا هو السبب في أن مدي التردد فائق الانخفاض للطيف الكهرومغناطيسي يكون من 300 هرتز إلى 3000 هرتز ويشار إليه أيضا على أنه التردد الصوتي، وتكون الطاقة الكهرومغناطيسية التي تمثل الطاقة الصوتية في النطاق الأساسي.
عرض النطاق المخصص لقناة تنقل تردد صوتي يكون عادة 4 كيلو هرتز، ويشمل نطاق الحراسة(الفراغ الترددي بين قناتين)، حيث يسمح لعينة مبسطة بتردد 8 كيلو هرتز أن تستخدم كأساس لنظام تضمين نبضي مشفر والمستخدم في الشبكة العامة لتحويل الهاتف.
من خلال مبرهنة الإستعيان، تردد العينة (8 كيلو هرتز) يجب أن يكون على الأقل أكبر من ضعف أعلى مركبة ترددية صوتية خلال عملية التصفية أثناء التبسيط في الازمنة المنفصلة (4 كيلو هرتز) لإعادة البناء الفعال لإشارة الصوت.

## التردد الأساسي
يحتوى الكلام الصوتي لذكر بالغ على تردد أساسي من 85 هرتز إلى 180 هرتز، وبالنسبة لأنثى بالغة فإنه يكون من 165 هرتز إلى 255 هرتز. ولذلك، فإن التردد الأساسي لمعظم الكلام يقع أسفل مدي التردد الصوتي كما تم تعريفه أعلاه. ولكن تكون سلسلة التوافق حاضرة لتعويض الأساسيات المفقودة أثناء الكلام لخلق انطباع بأننا نسمع النغمة الأساسية.